# Haakon Magnusson Toresfostre
Haakon Magnusson Toresfostre (en noruego, Håkon Magnusson Toresfostre, fallecido en 1095). Fue un pretendiente al trono de Noruega, sólo reconocido como monarca en Trøndelag y Oppland de 1093 a 1094. Fue opositor al rey Magnus III.
Haakon habría sido hijo del rey Magnus II, pero fue adoptado por Steigar-Tore, un hombre poderoso de Oppland, quien fue el principal promotor para que su hijo adoptivo ocupase el trono (por ello el apelativo de Toresfostre: hijo adoptivo de Tore). El primo de Haakon, Magnus III, fue elegido rey en Viken, y nunca aceptaría las reivindicaciones de su rival.
Magnus III emprendió una expedición militar para someter a Haakon. El encuentro entre ambos nunca ocurriría, pues Haakon escapó, enfermó súbitamente, y murió en los montes Dovrefjell en febrero de 1095.
Snorri Sturluson no le asignó ninguna saga a Haakon, y por ello no tiene un lugar en la numeración de los reyes de Noruega. Al parecer sólo representó una sublevación menor contra el rey legítimo, Magnus III.